# Кевин Андерсон (тенисер)
Кевин Андерсон (енгл. Kevin Anderson, 18. мај 1986, Јоханезбург, Јужноафричка Република) је бивши јужноафрички тенисер који је свој најбољи пласман у синглу достигао 16. јула 2018. када је заузимао пето место на АТП листи. У каријери је освојио седам АТП титула у појединачној конкуренцији и дошао до два финала на гренд слем турнирима.

## Каријера
Прву титулу у појединачној конкуренцији освојио је 2011. на турниру у родном Јоханезбургу победом над Индијцем Сомдевом Деварманом. До другог трофеја је дошао 2012. на турниру у Делреј Бичу а противник у финалу му је био Аустралијанац Маринко Матошевић. Три године касније долази до своје треће титуле, победивши Француза Ербера у финалу Винстон-Сејлема. Те 2015. је забележио до тада најбољи резултат на неком гренд слему – пласман у четвртфинале Отвореног првенства САД где је поражен од Станисласа Вавринке. На премијерном издању турнира у Њујорку 2018. осваја своју четврту титулу а у финалу је био бољи од Сема Кверија. Све мечеве које је играо на турниру добио је у три сета.
Године 2017, је играо у свом првом гренд слем финалу, на Отвореном првенству САД где је поражен од Шпанца Рафаела Надала у три сета. Андерсон је тако постао први Јужноафриканац који је дошао до меча за титулу на неком гренд слему још од Кевина Карена на ОП Аустралије 1984. Са 31 годином је такође био најстарији дебитант у гренд слем финалу још од Николе Пилића на Ролан Гаросу 1973.
На остала три гренд слема није стигао даље од 4. кола, мада је на Вимблдону 2015. био веома близу четвртфинала. Имао је два сета предности против Новака Ђоковића, првог тенисера света, али је ипак поражен у мечу који је трајао два дана.
Андерсон се у јуну 2015. повукао из Дејвис куп репрезентације па самим тим није могао да представља Јужноафричку Републику на Олимпијским играма у Рију.

## Гренд слем финала

### Појединачно: 2 (0:2)
| Исход     | Бр. | Година | Турнир                 | Подлога | Противник     | Резултат           |
| --------- | --- | ------ | ---------------------- | ------- | ------------- | ------------------ |
| Финалиста | 1.  | 2017.  | Отворено првенство САД | Тврда   | Рафаел Надал  | 3:6, 3:6, 4:6      |
| Финалиста | 2.  | 2018.  | Вимблдон               | Трава   | Новак Ђоковић | 2:6, 2:6, 6:7(3:7) |

## АТП финала

### Појединачно: 20 (7:13)
| Легенда                        |
| ------------------------------ |
| Гренд слем турнири (0:2)       |
| Завршно првенство сезоне (0:0) |
| АТП мастерс 1000 (0:0)         |
| АТП 500 (1:4)                  |
| АТП 250 (6:7)                  |

| Финала по подлози |
| ----------------- |
| Тврда (6:10)      |
| Шљака (0:1)       |
| Трава (1:2)       |

| Финала по локацији |
| ------------------ |
| Отворено (5:12)    |
| Дворана (2:1)      |

| Исход     | Бр. | Датум               | Турнир                   | Подлога   | Противник             | Резултат                     |
| --------- | --- | ------------------- | ------------------------ | --------- | --------------------- | ---------------------------- |
| Финалиста | 1.  | 9. март 2008.       | Лас Вегас, САД           | Тврда     | Сем Квери             | 6:4, 3:6, 4:6                |
| Победник  | 1.  | 6. фебруар 2011.    | Јоханезбург, ЈАР         | Тврда     | Сомдев Деварман       | 4:6, 6:3, 6:2                |
| Победник  | 2.  | 4. март 2012.       | Делреј Бич, САД          | Тврда     | Маринко Матошевић     | 6:4, 7:6(7:2)                |
| Финалиста | 2.  | 12. јануар 2013.    | Сиднеј, Аустралија       | Тврда     | Бернард Томић         | 3:6, 7:6(7:2), 3:6           |
| Финалиста | 3.  | 14. април 2013.     | Казабланка, Мароко       | Шљака     | Томи Робредо          | 6:7(6:8), 6:4, 3:6           |
| Финалиста | 4.  | 28. јул 2013.       | Атланта, САД             | Тврда     | Џон Изнер             | 7:6(7:3), 6:7(2:7), 6:7(2:7) |
| Финалиста | 5.  | 23. фебруар 2014.   | Делреј Бич, САД (2)      | Тврда     | Марин Чилић           | 6:7(6:8), 7:6(9:7), 4:6      |
| Финалиста | 6.  | 2. март 2014.       | Акапулко, Мексико        | Тврда     | Григор Димитров       | 6:7(1:7), 6:3, 6:7(5:7)      |
| Финалиста | 7.  | 15. фебруар 2015.   | Мемфис, САД              | Тврда (д) | Кеј Нишикори          | 4:6, 4:6                     |
| Финалиста | 8.  | 21. јун 2015.       | Лондон, Велика Британија | Трава     | Енди Мари             | 3:6, 4:6                     |
| Победник  | 3.  | 29. август 2015.    | Винстон-Сејлем, САД      | Тврда     | Пјер-Иг Ербер         | 6:4, 7:5                     |
| Финалиста | 9.  | 6. август 2017.     | Вашингтон, САД           | Тврда     | Александар Зверев     | 4:6, 4:6                     |
| Финалиста | 10. | 10. септембар 2017. | Њујорк, САД              | Тврда     | Рафаел Надал          | 3:6, 3:6, 4:6                |
| Финалиста | 11. | 6. јануар 2018.     | Пуна, Индија             | Тврда     | Жил Симон             | 6:7(4:7), 2:6                |
| Победник  | 4.  | 18. фебруар 2018.   | Њујорк, САД              | Тврда (д) | Сем Квери             | 4:6, 6:3, 7:6(7:1)           |
| Финалиста | 12. | 4. март 2018.       | Акапулко, Мексико (2)    | Тврда     | Хуан Мартин дел Потро | 4:6, 4:6                     |
| Финалиста | 13. | 15. јул 2018.       | Вимблдон, В. Британија   | Трава     | Новак Ђоковић         | 2:6, 2:6, 6:7(3:7)           |
| Победник  | 5.  | 28. октобар 2018.   | Беч, Аустрија            | Тврда (д) | Кеј Нишикори          | 6:3, 7:6(7:3)                |
| Победник  | 6.  | 5. јануар 2019.     | Пуна, Индија             | Тврда     | Иво Карловић          | 7:6(7:4), 6:7(2:7), 7:6(7:5) |
| Победник  | 7.  | 18. јул 2021.       | Њупорт, САД              | Трава     | Џенсон Бруксби        | 7:6(10:8), 6:4               |

### Парови: 4 (1:3)
| Легенда                        |
| ------------------------------ |
| Гренд слем турнири (0:0)       |
| Завршно првенство сезоне (0:0) |
| АТП мастерс 1000 (0:0)         |
| АТП 500 (1:2)                  |
| АТП 250 (0:1)                  |

| Финала по подлози |
| ----------------- |
| Тврда (1:3)       |
| Шљака (0:0)       |
| Трава (0:0)       |

| Финала по локацији |
| ------------------ |
| Отворено (1:1)     |
| Дворана (0:2)      |

| Исход     | Бр. | Датум             | Турнир             | Подлога   | Партнер      | Противници                    | Резултат                    |
| --------- | --- | ----------------- | ------------------ | --------- | ------------ | ----------------------------- | --------------------------- |
| Финалиста | 1.  | 19. фебруар 2012. | Сан Хозе, САД      | Тврда (д) | Франк Мозер  | Марк Ноулс Гзавје Малис       | 4:6, 6:1, [5:10]            |
| Финалиста | 2.  | 5. август 2012.   | Вашингтон, САД     | Тврда     | Сем Квери    | Трит Хјуи Доминик Инглот      | 6:7(7:9), 7:6(11:9), [5:10] |
| Победник  | 1.  | 2. март 2014.     | Акапулко, Мексико  | Тврда     | Метју Ебден  | Фелисијано Лопез Макс Мирни   | 6:3, 6:3                    |
| Финалиста | 3.  | 26. октобар 2014. | Валенсија, Шпанија | Тврда (д) | Жереми Шарди | Жан-Жилијен Ројер Орија Текау | 4:6, 2:6                    |

## Остала финала

### Егзибициони турнири: 2 (1:1)
| Исход     | Бр. | Датум              | Турнир        | Подлога | Противник             | Резултат      | Извор  |
| --------- | --- | ------------------ | ------------- | ------- | --------------------- | ------------- | ------ |
| Победник  | 1.  | 30. децембар 2017. | Абу Даби, УАЕ | Тврда   | Роберто Баутиста Агут | 6:4, 7:6(7:0) | [ 13 ] |
| Финалиста | 1.  | 29. децембар 2018. | Абу Даби, УАЕ | Тврда   | Новак Ђоковић         | 6:4, 5:7, 5:7 | [ 14 ] |